# Edwin Tenorio
Edwin Rolando Tenorio Montaño (Esmeraldas, Ecuador; 16 de junio de 1976) es un exfutbolista ecuatoriano. Jugaba como mediocampista de contención.

## Trayectoria
Edwin Tenorio en su carrera ha jugado en los clubes ecuatorianos Esmeraldas Petrolero, Aucas, Barcelona, LDU Quito y Deportivo Quito, fuera del país jugó en el Wilstermann de Bolivia, Tiburones Rojos de México y Deportivo Pereira de Colombia.

## Incidentes
Edwin Tenorio ha protagonizado hechos antideportivos. A inicios del 2010 en un partido amistoso entre Deportivo Quito y Unión Española agredió al árbitro. En septiembre del mismo año fue a agredir por sorpresa a un jugador de Emelec en los camerinos.

## Selección nacional
Con la Selección de fútbol de Ecuador suma un total de 88 partidos. Formó parte de la selección en la Copa América 2001, Copa América 2004 y Copa América 2007. También fue parte de la plantilla de la selección en el Mundial 2002 y el Mundial 2006.

### Participaciones enCopas del Mundo
| Mundial                       | Sede                     | Resultado                | PJ | GA | Asis |
| ----------------------------- | ------------------------ | ------------------------ | -- | -- | ---- |
| Mundial de Corea y Japón 2002 | Corea del Sur y Japón    | Fase de grupos           | 2  | 0  | 0    |
| Mundial de Alemania 2006      | Alemania                 | Octavos de final         | 4  | 0  | 0    |
| Total en Copas del Mundo      | Total en Copas del Mundo | Total en Copas del Mundo | 6  | 0  | 0    |

### Participaciones enCopas América
| Torneo                 | Sede                   | Resultado              | PJ | GA | Asis |
| ---------------------- | ---------------------- | ---------------------- | -- | -- | ---- |
| Copa América 2001      | Colombia               | Fase de grupos         | 2  | 0  | 0    |
| Copa América 2004      | Perú                   | Fase de grupos         | 2  | 0  | 0    |
| Copa América 2007      | Venezuela              | Fase de grupos         | 2  | 0  | 0    |
| Total en Copas América | Total en Copas América | Total en Copas América | 6  | 0  | 0    |

### Participaciones enCopas Oro
| Torneo        | Sede           | Resultado      | PJ | GA | Asis |
| ------------- | -------------- | -------------- | -- | -- | ---- |
| Copa Oro 2002 | Estados Unidos | Fase de grupos | 2  | 0  | 0    |

### Participaciones enEliminatorias al Mundial
| Eliminatoria                                | Sede del Mundial       | Posición               | Resultado   | PJ | GA | Asis |
| ------------------------------------------- | ---------------------- | ---------------------- | ----------- | -- | -- | ---- |
| Eliminatorias Mundial de Corea y Japón 2002 | Corea del Sur y Japón  | 2°lugar 31pts          | Clasificado | 14 | 0  | 0    |
| Eliminatorias Mundial de Alemania 2006      | Alemania               | 3°lugar 28pts          | Clasificado | 14 | 0  | 1    |
| Total en Eliminatorias                      | Total en Eliminatorias | Total en Eliminatorias | 2/2         | 28 | 0  | 1    |

## Clubes
| Club                        | País     | Año         |
| --------------------------- | -------- | ----------- |
| Esmeraldas Petrolero        | Ecuador  | 1992 - 1995 |
| S.D. Aucas                  | Ecuador  | 1995 - 1999 |
| Wilstermann                 | Bolivia  | 1999        |
| S.D. Aucas                  | Ecuador  | 2000        |
| Tiburones Rojos de Veracruz | México   | 2000 - 2001 |
| Barcelona SC                | Ecuador  | 2002 - 2006 |
| LDU Quito                   | Ecuador  | 2007        |
| Deportivo Quito             | Ecuador  | 2008 - 2009 |
| Deportivo Pereira           | Colombia | 2009        |
| Deportivo Quito             | Ecuador  | 2010        |
| Imbabura S.C.               | Ecuador  | 2011        |
| Grecia                      | Ecuador  | 2012        |

## Palmarés

### Campeonatos nacionales
| Título                 | Club            | País    | Año  |
| ---------------------- | --------------- | ------- | ---- |
| Campeonato Ecuatoriano | LDU Quito       | Ecuador | 2007 |
| Campeonato Ecuatoriano | Deportivo Quito | Ecuador | 2008 |